# Rousínovský vrch
Rousínovský vrch je zalesněná znělcová hora o nadmořské výšce 660 metrů nad mořem, v Lužických horách na severu České republiky, v okrese Česká Lípa, asi 1,5 km na severozápad od Svoru.

## Popis
Starší název hory Hamrich připomíná středověké zpracování rud v hamru poblíž Svoru.
V geomorfologické členění je vrch řazen spolu se sousedním a vyšším Klíčem do Kytlické pahorkatiny (IVA-2B), okrsku Klíčská hornatina (IVA-2B-a).

## Zajímavosti v okolí
V údolí na jihozápadě pod horou je v lesích Svorský rybník. Mezi Rousínovským vrchem a jižně se tyčící horou Klíč byla v roce 2007 otevřena Naučná stezka Údolí pod Klíčem. Kolem Rousínovského vrchu je celá řada značených turistických tras, na vrcholek nevede žádná. V nedalekém Svoru, na jehož katastru se vrch nachází, je železniční zastávka na trati 080.